# 張献誠
張 献誠（ちょう けんせい、723年 - 768年）は、唐代の軍人。本貫は陝州平陸県。

## 経歴
幽州節度使の張守珪の子として生まれた。天宝末年、安禄山に捕らえられ、燕の官を受けた。続いて史思明に仕え、史思明が汴州を守ると、献誠は燕兵数万を率いた。宝応元年（762年）冬、唐軍が洛陽を奪回すると、史朝義は汴州に逃げ帰ったが、献誠は入城させなかった。献誠は汴州ごと部下を率いて唐に帰順し、汴州刺史に任じられ、汴州節度使をつとめた。長安に入朝し、代宗から厚い賜物を受けた。三度異動して検校工部尚書となり、梁州刺史を兼ね、山南西道観察使をつとめた。広徳2年（764年）10月、南山の反乱指導者の高玉を捕らえて献上した。永泰2年（766年）1月、剣南東川節度観察使を兼ね、鄧国公に封じられた。西山都知兵馬使の崔旰が郭英乂を殺害すると、献誠は兵を率いて梓州で戦い、崔旰に敗れて、身ひとつで逃走した。大暦3年（768年）4月、献誠は病のため私邸に帰りたいと上表し、従弟の張献恭を自身の代任として推薦した。代宗はこれを許可し、献誠は検校戸部尚書となり、知尚書省事をつとめた。8月、献誠は病のため官を辞したいと上疏した。9月15日、長安光福里の邸で死去した。享年は46。

## 伝記資料
- 『旧唐書』巻122 列伝第72
- 『新唐書』巻133 列伝第58
- 大唐故張府君墓誌銘（張献誠墓誌）